# Grammy Award for Best Contemporary Instrumental Album
Der Grammy Award for Best Contemporary Instrumental Album (deutsch etwa: Grammy Award für das beste zeitgenössische Instrumentalalbum) ist ein Musikpreis, der seit 2001 als Grammy Award for Best Pop Instrumental Album (deutsch etwa: Grammy Award für das beste Instrumentalalbum – Pop) bei den jährlich stattfindenden Grammy Awards verliehen wurde. Den Preis erhalten Musiker oder Musikgruppen für Alben aus den Bereich der Popmusik für Musikstücke ohne Gesang (Instrumentalmusik).

## Hintergrund und Geschichte
Seit 1958 werden die Grammy Awards (eigentlich Grammophone Awards) jährlich in zahlreichen Kategorien von der National Academy of Recording Arts and Sciences (NARAS) in den Vereinigten Staaten von Amerika vergeben, um künstlerische Leistung, technische Kompetenz und hervorragende Gesamtleistung ohne Rücksicht auf die Album-Verkäufe oder Chart-Position zu ehren.
Der Grammy Award for Best Pop Instrumental Album wurde 2001 erstmals vergeben, der Preisträger war Joe Jackson für das Album Symphony No. 1. Entsprechend der Preisbeschreibung geht der Preis an Künstler, deren Alben mindestens 51 % neu aufgenommenes Instrumentalmaterial enthalten. 2015 wurde der Preis umbenannt in den Grammy Award for Best Contemporary Instrumental Album und aus dem Popbereich in ein eigenes Preisfeld, die zeitgenössische Instrumentalmusik, verschoben.

## Statistik
Der Preis wurde erstmals 2001 an Joe Jackson für das Album Symphony No. 1 verliehen. Den Rekord für die meisten Verleihungen in dieser Kategorie hält Booker T. Jones, der den Preis zweimal als Solokünstler bekommen hat während alle anderen Künstler bisher nur einmal geehrt wurden. Die meisten Nominierungen erhielten Larry Carlton sowie die Band Spyro Gyra, die jeweils viermal nominiert wurden.
Der Preis ging bisher zehnmal an US-amerikanische Musiker, die damit die deutliche Mehrheit der Preisträger ausmachen. Zweimal erhielten britische Musiker den Preis und je einmal ging der Preis an einen kubanischen und einen japanischen Musiker (die beide jeweils gemeinsam mit einem amerikanischen Musiker spielten).

## Gewinner und nominierte Künstler
| Jahr                  | Künstler / Band                                                    | Nationalität                   | Werk                            | Weitere nominierte Künstler | Bilder der Künstler                  |
| --------------------- | ------------------------------------------------------------------ | ------------------------------ | ------------------------------- | --- | ------------------------------------ |
| 2001 27. Februar 1980 | Joe Jackson                                                        | Vereinigtes Königreich         | Symphony No. 1                  | - Blue Man Group – Audio - Kenny G – Faith: A Holiday Album - William Orbit – Pieces in a Modern Style - Kirk Whalum – Hymns in the Garden                                                                                            | Joe Jackson, 2008                    |
| 2002 27. Februar 2002 | Larry Carlton & Steve Lukather                                     | Vereinigte Staaten             | No Substitutions: Live in Osaka | - Acoustic Alchemy – AArt - Dave Koz and Friends – A Smooth Jazz Christmas - Neal Schon – Voice - Kirk Whalum – Unconditional | Steve Lukather, 2004                 |
| 2003 27. Februar 2003 | Norman Brown                                                       | Vereinigte Staaten             | Just Chillin'                   | - Kenny G – Paradise - Boney James – Ride - John Tesh – The Power of Love - Kirk Whalum – The Christmas Message | The Flaming Lips, 2009               |
| 2004 8. Februar 2004  | Ry Cooder and Manuel Galbán                                        | Vereinigte Staaten Kuba        | Mambo Sinuendo                  | - Jim Brickman – Peace - Kenny G – Wishes: A Holiday Album - Prince – N.E.W.S - George Winston – Night Divides the Day – The Music of the Doors                                                                                       | Ry Cooder, 2009                      |
| 2005 13. Februar 2005 | Verschiedene Interpreten                                           |                                | Henry Mancini: Pink Guitar      | - Boney James – Pure - Dave Koz – Saxophonic - Verschiedene Interpreten – Forever, for Always, for Luther - Mason Williams – EP 2003: Music for the Epicurean Harkener                                                                |                                      |
| 2006 8. Februar 2006  | Burt Bacharach                                                     | Vereinigte Staaten             | At This Time                    | - Eric Johnson – Bloom - Earl Klugh – Naked Guitar - Daniel Lanois – Belladonna - Jeff Lorber – Flipside | Burt Bacharach, 2009                 |
| 2007 11. Februar 2007 | Peter Frampton                                                     | Vereinigtes Königreich         | Fingerprints                    | - Gerald Albright – New Beginnings - Larry Carlton – Fire Wire - Fourplay – X - Spyro Gyra – Wrapped in a Dream | Peter Frampton, 2006                 |
| 2008 10. Februar 2008 | Beastie Boys                                                       | Vereinigte Staaten             | The Mix-Up                      | - Chris Botti – Italia - Dave Koz – At the Movies - Spyro Gyra – Good to Go-Go | Beastie Boys                         |
| 2009 8. Februar 2009  | Béla Fleck                                                         | Vereinigte Staaten             | Jingle All the Way              | - Gerald Albright – Sax for Stax - Larry Carlton – Greatest Hits Rerecorded, Volume One - Earl Klugh – The Spice of Life - Spyro Gyra – A Night Before Christmas                                                                      | Béla Fleck, 2007                     |
| 2010 31. Januar 2010  | Booker T. Jones                                                    | Vereinigte Staaten             | Potato Hole                     | - Chris Botti – In Boston - Hiroshima – Legacy - Spyro Gyra – Down the Wire - The Rippingtons und Russ Freeman – Modern Art | Booker T. Jones, 2009                |
| 2011 13. Februar 2011 | Larry Carlton und Tak Matsumoto                                    | Vereinigte Staaten Japan       | Take Your Pick                  | - Gerald Albright – Pushing the Envelope - Kenny G – Heart and Soul - Robby Krieger – Singularity - Kirk Whalum – Everything Is Everything: The Music of Donny Hathaway                                                               | Larry Carlton, 2013                  |
| 2012 12. Februar 2012 | Booker T. Jones                                                    | Vereinigte Staaten             | The Road from Memphis           | - Jenny Oaks Baker – Wish Upon a Star: A Tribute to the Music of Walt Disney - Daniel Ho – E Kahe Malie - Booker T. Jones – The Road from Memphis - Dave Koz – Hello Tomorrow - Brian Setzer – Setzer Goes Instru-Mental!             | Booker T. Jones, 2013                |
| 2013 10. Februar 2013 | Chris Botti                                                        | Vereinigte Staaten             | The Road from Memphis           | - Gerald Albright und Norman Brown – 24/7 - Larry Carlton – Four Hands and a Heart Volume One - Dave Koz – Live at the Blue Note Tokyo - Arun Shenoy – Rumbadoodle                                                                    | Chris Botti, 2006                    |
| 2014 26. Januar 2014  | Herb Alpert                                                        | Vereinigte Staaten             | Steppin' Out                    | - Boney James – The Beat - Earl Klugh – Handpicked - Dave Koz, Gerald Albright, Mindi Abair & Richard Elliot – Summer Horns - Jeff Lorber Fusion – Hacienda                                                                           | Herb Alpert, 2013                    |
| 2015 8. Februar 2015  | Chris Thile & Edgar Meyer                                          | Vereinigte Staaten             | Bass & Mandolin                 | - Mindi Abair – Wild Heart - Gerald Albright – Slam Dunk - Nathan East – Nathan East - Jeff Lorber, Chuck Loeb, Everette Harp – Jazz Funk Soul                                                                                        |                                      |
| 2016 15. Februar 2016 | Snarky Puppy & Metropole Orkest                                    | Vereinigte Staaten Niederlande | Sylva                           | - Bill Frisell – Guitar in the Space Age! - Wouter Kellerman – Love Language - Marcus Miller – Afrodeezia - Kirk Whalum – The Gospel According to Jazz                                                                                | Snarky Puppy, 2007                   |
| 2017 12. Februar 2017 | Snarky Puppy                                                       | Vereinigte Staaten             | Culcha Vulcha                   | - Herb Alpert – Human Nature - Bill Frisell – When You Wish upon a Star - Steve Gadd Band – Way Back Home: Live from Rochester, NY - Chuck Loeb – Unspoken                                                                            | Snarky Puppy, 2017                   |
| 2018 28. Januar 2018  | Jeff Lorber Fusion                                                 | Vereinigte Staaten             | Prototype                       | - Jerry Douglas Band – What If - Alex Han – Spirit - Julian Lage & Chris Eldridge – Mount Royal - Antonio Sánchez – Bad Hombre | Jeff Lorber                          |
| 2019 10. Februar 2019 | Steve Gadd Band                                                    | Vereinigte Staaten             | Steve Gadd Band                 | - Christian Scott aTunde Adjuah – The Emancipation Procrastination - Julian Lage – Modern Lore - Marcus Miller – Laid Black - Simon Phillips – Protocol 4                                                                             | Steve Gadd, 2017                     |
| 2020 26. Januar 2020  | Rodrigo y Gabriela                                                 | Mexiko                         | Mettavolution                   | - Christian Scott aTunde Adjuah – Ancestral Recall - Theo Croker – Star People Nation - Mark Guiliana – Beat Music! Beat Music! Beat Music! - Lettuce – Elevate                                                                       | Rodrigo y Gabriela, 2012             |
| 2021 14. März 2021    | Snarky Puppy                                                       | Vereinigte Staaten             | Live at the Royal Albert Hall   | - Christian Scott aTunde Adjuah – Axiom - Jon Batiste – Chronology of a Dream: Live at the Village Vanguard - Black Violin – Take the Stairs - Grégoire Maret, Romain Collin & Bill Frisell – Americana                               | Snarky Puppy (2007)                  |
| 2022 3. April 2022    | Taylor Eigsti                                                      | Vereinigte Staaten             | Tree Falls                      | - Randy Brecker & Eric Marienthal – Double Dealin’ - Rachel Eckroth – The Garden - Steve Gadd Band – At Blue Note Tokyo - Mark Lettieri – Deep: The Baritone Sessions, Vol. 2                                                         | Taylor Eigsti (links, 2010)          |
| 2023 5. Februar 2023  | Snarky Puppy                                                       | Vereinigte Staaten             | Empire Central                  | - Jeff Coffin – Between Dreaming and Joy - Domi & JD Beck – Not Tight - Grant Geissman – Blooz - Brad Mehldau – Jacob’s Ladder |                                      |
| 2024 4. Februar 2024  | Béla Fleck, Zakir Hussain & Edgar Meyer featuring Rakesh Chaurasia | Vereinigte Staaten, Indien     | As We Speak                     | - House of Waters – On Becoming - Bob James – Jazz Hands - Julian Lage – The Layers - Ben Wendel – All One | Béla Fleck 2011 · Zakir Hussain 2016 |
| 2025 2. Februar 2025  | Taylor Eigsti                                                      | Vereinigte Staaten             | Plot Armor                      | - Rhapsody in Blue von Béla Fleck - Orchestras (live) von Bill Frisell featuring Rudy Royston & Thomas Morgan und den Brussels Philharmonic unter Leitung von Alexander Hanson - Mark von Mark Guiliana - Speak to Me von Julian Lage |                                      |

## Belege
1. ↑  “honor artistic achievement, technical proficiency and overall excellence in the recording industry, without regard to album sales or chart position” (deutsch: „Ehre der künstlerischen Leistung, technischen Kompetenz und die allgemeine  Qualität in der Musikindustrie, ohne Rücksicht auf Verkaufszahlen oder Chart-Positionen“)Overview. National Academy of Recording Arts and Sciences, archiviert vom Original am 19. August 2012; abgerufen am 11. September 2014.  Info: Der Archivlink wurde automatisch eingesetzt und noch nicht geprüft. Bitte prüfe Original- und Archivlink gemäß Anleitung und entferne dann diesen Hinweis.
2. ↑  Grammy Awards at a Glance. In: Los Angeles Times. Tribune Company, abgerufen am 19. Juli 2010.
3. ↑  NARAL Final Nomination List 57th Grammy Awards, abgerufen am 31. Dezember 2015.